# 相良守典
相良 守典（さがら もりつね、天保8年3月3日〈1837年4月7日〉 - 大正7年〈1918年〉6月22日）は、日本の官吏、郡長、庄内藩銃隊頭。

## 略歴
- 1837年（天保8年）4月7日 - 庄内藩士・相良守富の3男として生れる。
- 兄・相良守均の跡を次ぐ。
- 1855年（安政2年） - 江川英龍の塾で砲術を修業。
- 1868年（明治元年） - 銃隊頭として戊辰戦争に出陣。
- 1869年（明治2年）12月 - 明治新政府より、越後水原県権少属 兼 越後按察府権少主典 任官
- 1881年（明治14年）8月 - 飽海郡長 任官
- 1885年（明治18年） - 同職免官
- 1886年（明治19年）1月 - 山形師範学校校長 就任
  - 2月 - 同職退任
  - 8月28日 - 南村山郡長 任官、叙奏任官五等、賜下級俸[1]
- 1888年（明治21年）8月25日 - 同職免官、北会津郡長 任官、叙奏任官五等、賜下級俸[2]
- 1891年（明治24年）1月28日 - 同職免官、東田川郡長 任官、叙奏任官五等[3]
- 1892年（明治25年） - 中川堰普通水利組合 初代管理者に選任。
- 1898年（明治31年）8月31日 - 同職免官、西田川郡長 任官、叙高等官六等[4]
- 1899年（明治32年）12月9日 - 同職免官、南村山郡長 任官、叙高等官六等[5]
- 1902年（明治35年）11月10日 - 公職 依願免官[6]、一級俸下賜[7]
- 1918年（大正7年）6月22日 -  死去、山形県鶴岡市の禅竜寺に墓がある。

## 栄典
位階
- 1886年（明治19年）11月27日 - 従七位[8]
- 1892年（明治25年）3月14日 - 正七位[9]
- 1898年（明治31年）6月10日 - 従六位[10]
- 1902年（明治35年）12月27日 - 正六位[11]

勲章等
- 1894年（明治27年）12月26日 - 勲六等瑞宝章[12]
- 1898年（明治31年）5月2日 - 木杯一個[13]
- 1901年（明治34年）12月27日 - 勲五等瑞宝章[14]

## 親族
- 父：相良守富 - 庄内藩士
- 兄：相良守均 - 庄内藩士
- 子：相良守一
- 孫：相良守峯 - 独文学者
- 孫：相良守次 - 心理学者
- 曾孫：相良陽一郎 - 心理学者